# Ginásio Nilson Nelson
Das Ginásio Nilson Nelson (früher Ginásio de Esportes Presidente Médici; deutsch Nilson Nelson Gymnasium) ist eine Mehrzweckhalle in der brasilianischen Hauptstadt Brasília, Distrito Federal do Brasil. Der Basketballclub UniCEUB/BRB/Brasília nutzt die Halle bei entscheidenden Meisterschaftsspielen und dem Derby gegen Flamengo Rio de Janeiro.
Die Halle wurde von Cláudio Cianciarullo entworfen und am 21. April 1973 eröffnet. Von 1973 bis 2008 besaß die Arena eine Kapazität von 24.286 Plätzen. Im Jahr 2008 wurde die Multifunktionsarena renoviert und die Zuschauerkapazität auf 16.600 Plätze reduziert. Die Arena wird für Basketball, Futsal, Boxen, Mixed Martial Arts, Eiskunstlauf, Volleyball und Konzerte genutzt.

## Konzerte
- 1990: Eric Clapton (24.000[3][4])
- 2006: Black Eyed Peas
- 2007: RBD
- 2008: RBD
- 2010: a-ha, The Cranberries, Green Day, Megadeth, Motörhead, Ozzy Osbourne, Scorpions
- 2011: Avril Lavigne, Paramore, Rihanna, Shakira
- 2016: Iron Maiden